# 1994 في بولندا
فيما يلي قوائم الأحداث التي وقعت خلال عام 1994 في بولندا.

## كتب
من الكتب التي صدرت هذه السنة في بولندا:
- 1 يناير – دم الإلف من تأليف أندريه سابكوسكي.
- 1 يونيو – عبر الأطلسي من تأليف فيتولد غومبروفيتش.

## مواليد

### يناير
- 10 يناير – ماسيي جيبالا لاعب كرة يد بولندي.
- 15 يناير – مونيكا ياغاتشيك عارضة بولندية.
- 30 يناير – فيليب فيمأن لاعب كرة قدم بولندي.

### فبراير
- 28 فبراير – أركاديوش ميليك لاعب كرة قدم بولندي.

### أبريل
- 30 أبريل – ياكوب ماريكزكو درّاج طريق إيطالي.

### مايو
- 20 مايو – بيوتر زيلينسكي لاعب كرة قدم بولندي.

### يونيو
- 12 يونيو – باتريك ليبسكي لاعب كرة قدم بولندي.

### سبتمبر
- 29 سبتمبر – كاتارزينا نيفيادوما درّاجة طريق بولندية.

## وفيات

### فبراير
- 5 فبراير – يواكيم هالوبكزوك (مواليد 1968) دراج بولندي.

### أغسطس
- 26 أغسطس – هاينريش جيرهارد كوهن (مواليد 1904)

### أكتوبر
- 29 أكتوبر – شلومو غورين (مواليد 1917) حاخام إسرائيلي.

### ديسمبر
- 26 ديسمبر – كارل شيلر (مواليد 1911)